# La manta al coll
«La manta al coll» és una cançó popular valenciana de tradició festiva original d'Alacant. Escrita en valencià el 1953, la censura al valencià no va permetre que es difonguera fins als anys setanta. Una de les versions més populars, de l'any 1978, i encara ara, va ser la de Els Pavesos.
La cançó relata una escena costumista amb vocabulari popular i la primera vegada que s'escoltà va ser al Teatre Principal d'Alacant, on es va estrenar el 28 de març de 1953. Uns mesos després, el juny de 1953 va ser registrada.
La seua autoria ha sigut motiu de diversos litigis judicials, val a dir que des de 1973 hi havia set versions registrades, però en 2010 l'SGAE va dictaminar que l'autor real de la lletra és Josep Arqués Llorens i de la música Manuel García Ortiz, ambdós alacantins, i que efectivament, ells foren els primers en registrar-la, encara que no es descartava que ja existiren altres versions, però sense que estigueren inscrites. El que registrà Arqués en aquell moment fou una estrofa i la tornada.
Inicialment va ser ideada per animar les rifes d'una foguera d'Alacant del barri de Campoamor, a la que pertanyien els autors i on recaudaven fons per les seues activitats festeres.

## Lletra
tornada: La manta al coll i el cabasset

mos n'anirem al Postiguet

La manta al coll i el cabasset

mos n'anirem, mos n'anirem al Postiguet

Arreando a xim-pam-pum.

Arreando a xim-pam-pum.

Una volta passejava

un guàrdia municipal

passejant-se per la plaça

cap amunt i cap avall.

De la bragueta li faltava

la mançaneta i un botó.
Per allí se li mostrava

don Joaquín, el director.
(tornada)
Una volta quan tornava

el tio Pep de l'horta

es va trobar de casa

oberta la porta.

Pujant per l'escaleta

es trobà un senyoret

que oberta la bragueta

li ensenyava el cacauet.
(tornada)
Les xicotes de Xixona

s'han comprat una romana

pa pesar-se les mamelles

dos voltes a la setmana.

Si vols que te les pesen

posa't panxa cap amunt

i voràs què polseguera

que t'ix pel forat del cul.
(tornada)
Per dos quinzets un puro.

Per tres una pipa.

Per quatre una guitarra.

Per cinc una xica.

El puro pa fumar.

La pipa pa lluir.

La guitarra pa tocar.

I la xica pa dormir.
(tornada)
La barca del pescador

sempre fa olor de quitrà,

la dona del pescaor

ja sabem quina olor fa.

Quan pregona cada dia

a tot el que veu passar,

"duc fresca la mercancia

pel que la vullga comprar".
(tornada)